# Villeneuve-la-Lionne
Villeneuve-la-Lionne település Franciaországban, Marne megyében. Lakosainak száma 273 fő (2022. január 1.). Villeneuve-la-Lionne Le Vézier, Saint-Martin-du-Boschet, La Chapelle-Moutils, Joiselle, Réveillon, Tréfols és Meilleray községekkel határos.

## Népesség
A település népessége az elmúlt években az alábbi módon változott:
| Lakosok száma | 208  | 165  | 193  | 290  | 293  | 288  | 285  | 283  | 280  | 273  |
|               | 1968 | 1982 | 1990 | 2006 | 2013 | 2015 | 2017 | 2019 | 2020 | 2022 |